# PEACE -strings version-
『PEACE -strings version-』（ピース -ストリングス バージョン-）は、日本のロックバンド、JUDY AND MARYの22枚目のシングルであり、ラストシングル。

## 解説
- 2001年3月9日にエピックレコードジャパンよりリリースされた。ちなみにこの日は解散の翌日である。
- 表題曲はアルバム『WARP』収録曲の別バージョン。後に『COMPLETE BEST ALBUM「FRESH」』に収録された。
- 完全生産限定盤で、CD+Tシャツという形態で発売された。本作の品番はESCB-2218～2219。Tシャツは真空パックで圧縮されて、プラスチックの三方背ボックスにCDと共に入れられている。予約の時点で完売状態になり、店頭に並ぶことはほとんどなかった。
- PVは河瀬直美が撮影。後にDVDシングルとしてリリースされた（後述）。

## 収録曲
1. PEACE -strings version- (6:24)
2. PEACE -strings version- (backing track) (6:24)

- 作詞：Tack and yukky　作曲・編曲：TAKUYA

## 収録アルバム
- WARP (#1、原曲)
- COMPLETE BEST ALBUM「FRESH」 (#1)

## 映像作品

### 解説
- 本作はラストシングルとなった「PEACE -strings version-」のPVを、レコーディングの様子・インタビューも含め収録。収録されたのはstrings versionの方であるが、タイトルはオリジナルヴァージョンと同じ「PEACE」が正しい。VHSとDVDで発売された。ベストアルバム『The Great Escape -COMPLETE BEST-』から2週間後に発売された。この曲のPVは、シングル曲としては唯一『JUDY AND MARY ALL CLIPS -JAM COMPLETE VIDEO COLLECTION-』には収録されなかった。現在このVHS、DVDは廃盤となっている。
- この作品を最後に彼らの映像作品は発売されていない。その後『1992 JUDY AND MARY BE AMBITIOUS + It's A Gaudy It's A Gross』のDVD（初公開となるものが含まれている）、『COMPLETE BEST ALBUM「FRESH」』の期間限定盤に付属のDVDなど、CDの付属物としての発売はある。